# Hydraena triparamera
Hydraena triparamera är en skalbaggsart som beskrevs av Manfred A. Jäch 1982. Hydraena triparamera ingår i släktet Hydraena och familjen vattenbrynsbaggar. Inga underarter finns listade i Catalogue of Life.